# Falköpings Kvinnliga Idrottsklubb
Il Falköpings Kvinnliga Idrottsklubb, citato nella sua forma contratta Falköpings KIK e abbreviato in FKIK, è una squadra di calcio femminile svedese, con sede a Falköping, capoluogo dell'omonimo comune della contea di Västra Götaland.
Fondata nel 1976, il suo più prestigioso risultato sportivo ottenuto fu la partecipazione all'edizione 2007 della Damallsvenskan, il livello di vertice del campionato svedese femminile di calcio, dove rimase una sola stagione prima della sua retrocessione. Per la stagione 2017 è iscritta alla Division 2, quarto e ultimo livello, dove partecipa al girone Västergötland norra.

## Palmarès

### Competizioni nazionali
- Campionato svedese di seconda divisione: 1

2006